# Актас (Жулдызский сельский округ)
Актас (каз. Ақтас) — упразднённое село в Сайрамском районе Туркестанской области Казахстана. В 2014 году включено в состав города Шымкент и исключено из учётных данных. Входило в состав Жулдызского сельского округа. Код КАТО — 515245200.

## Население
В 1999 году население села составляло 69 человек (32 мужчины и 37 женщин). По данным переписи 2009 года, в селе проживали 82 человека (40 мужчин и 42 женщины).